# 13 gennaio
Il 13 gennaio è il 13º giorno del calendario gregoriano. Mancano 352 giorni alla fine dell'anno (353 negli anni bisestili).

## Eventi
- 27 a.C. – L'Impero romano è diviso in province imperiali e in province proconsolari
- 366 – Altercatio tra il vescovo ariano Germinio di Sirmio e il laico niceno Eracliano, conservatasi nell'opera Altercatio Heracliani laici cum Germinio episcopo Sirmiensi.
- 532 – Scoppia a Costantinopoli contro l'imperatore Giustiniano la rivolta della Nika, che terminerà il 18 gennaio.
- 888 – Oddone, conte di Parigi, diventa re dei Franchi
- 1099 – Raimondo di Tolosa incomincia una Crociata e si dirige verso Gerusalemme
- 1328 – Edoardo III d'Inghilterra sposa Filippa di Hainaut, figlia del conte di Hainaut
- 1435 – Papa Eugenio IV emana la bolla "Sicut Dudum", il primo documento pontificio che condanna la schiavitù
- 1610 – Galileo Galilei scopre Ganimede, uno dei satelliti naturali di Giove
- 1722 – Pietro I di Russia impone la Tavola dei ranghi
- 1847 – Il Trattato di Cahuenga pone fine alla guerra messico-statunitense in California
- 1854 – La fisarmonica viene brevettata da Anthony Faas
- 1874 – Ponciano Leiva viene eletto presidente dell'Honduras
- 1893 – L'Independent Labor Party del Regno Unito tiene il suo primo incontro
- 1898 – Émile Zola pubblica il "J'accuse" in difesa di Alfred Dreyfus
- 1906 – Viene ucciso a Corleone Andrea Orlando
- 1910 – Nasce la Nazionale di calcio dell'Italia
- 1915 – Terremoto della Marsica: 30.519 vittime fra Avezzano, Sora e tutto il territorio della Marsica
- 1928 – Si incomincia a costruire la Linea Maginot
- 1930 – Viene pubblicata la prima striscia di Topolino
- 1935 – Un plebiscito nella Saarland mostra che il 90,3% dei votanti desidera unirsi alla Germania nazista
- 1942 – Henry Ford brevetta un'automobile di plastica che pesa il 30% in meno di un'auto normale
- 1953
  - Il Maresciallo Tito diventa presidente della Jugoslavia
  - In Unione Sovietica si dà avvio al complotto dei medici, il più grande affaire antisemita della nazione
- 1963 – Colpo di Stato in Togo, primo colpo di Stato africano di uno Stato indipendente
- 1964 – Karol Wojtyla diventa vescovo di Cracovia.
- 1972 – Il primo ministro del Ghana, Kofi Busia, viene estromesso in un colpo di Stato incruento
- 1991 – Le truppe sovietiche attaccano i sostenitori dell'indipendenza lituana a Vilnius
- 1992
  - Il Giappone chiede scusa per aver costretto le donne coreane ad avere rapporti sessuali con i soldati giapponesi durante la seconda guerra mondiale
  - Nasce il TG5, il telegiornale di Canale 5
- 1994 – Avvengono le dimissioni del presidente del Consiglio Carlo Azeglio Ciampi
- 1998 – Alfredo Ormando si dà fuoco a Roma
- 1999 – Michael Jordan dei Chicago Bulls annuncia il suo secondo ritiro dalla pallacanestro
- 2001
  - Un terremoto di magnitudo 7,6 della scala Richter colpisce El Salvador. 944 morti
  - Nel bresciano viene scoperto il primo caso di "mucca pazza" in Italia
- 2003 – Viene scoperta la nana bruna BA
- 2012 – La nave da crociera Costa Concordia urta degli scogli a 500 metri dal porto dell'Isola del Giglio, provocando una falla di 70 metri nello scafo e causando 32 morti, 80 feriti e 2 dispersi, con la conseguente evacuazione totale delle 4229 persone a bordo della nave tra equipaggio e passeggeri
- 2018 – Falso allarme missilistico alle Hawaii
- 2019 – Viene pugnalato il sindaco di Danzica Paweł Adamowicz che morirà il giorno seguente per le ferite riportate

## Nati
Ci sono circa 1 190 voci su persone nate il 13 gennaio; vedi la pagina Nati il 13 gennaio per un elenco descrittivo o la categoria Nati il 13 gennaio per un indice alfabetico.

## Morti
Ci sono circa 590 voci su persone morte il 13 gennaio; vedi la pagina Morti il 13 gennaio per un elenco descrittivo o la categoria Morti il 13 gennaio per un indice alfabetico.

## Feste e ricorrenze

### Civili
Internazionali:
- Giornata mondiale per il dialogo tra religioni e omosessualità

Nazionali:
- Togo – Festa della Liberazione

### Religiose
Cristianesimo:
- Battesimo di Gesù
- Sant'Ilario di Poitiers, vescovo e dottore della Chiesa
- Sant'Agrizio di Treviri, vescovo
- San Bernone di Cluny, abate fondatore di Cluny
- Santi Domenico e Giuseppe Pham Trong Kham e Luca Thin, martiri
- Sant'Eliano, monaco
- Sant'Erbin, re di Cornovaglia
- Santi Ermilio e Stratonico, martiri
- San George Fox, fondatore dei quaccheri (Chiesa anglicana)
- Santa Glafira, vergine
- San Godone, abate
- San Goffredo di Cappenberg, monaco
- Santi Gumesindo e Servidio, martiri
- Santa Ivetta di Huy (Iutta), vedova
- San Leonzio di Cesarea di Cappadocia, vescovo
- San Mungo di Glasgow (o Kentingern o Chentingerno), vescovo di Glasgow e abate
- San Pietro di Capitolias, martire
- San Remigio di Reims, vescovo
- San Vivenzio di Blera, vescovo
- Beato Amedeo di Clermont, monaco
- Beato Emilio Szramek, sacerdote e martire
- Beato Francesco Maria Greco, sacerdote e cofondatore delle Piccole operaie dei Sacri Cuori
- Beata María Francisca Espejo y Martos (Francesca dell'Incarnazione), vergine e martire
- Beato Matteo de Lana, mercedario
- Beata Veronica Negroni da Binasco, vergine
- Beata Vittoria Valverde Gonzalez, vergine e martire

Religione romana antica e moderna:
- Idi (Feriae Iovi)
- Giove Statore